# Whoopi Goldberg
Pour les articles homonymes, voir Goldberg.
Caryn Elaine Johnson, dite Whoopi Goldberg [ˈwʊpi ˈɡoʊldbɚɡ], est une actrice, humoriste, chanteuse et productrice américaine, née le 13 novembre 1955 à New York. Si elle débute dans le film Citizen: I'm Not Losing My Mind, I'm Giving It Away en 1982, c’est avec La Couleur pourpre de Steven Spielberg, sorti en 1985 et qui lui vaudra une nomination aux Oscars, qu’elle deviendra mondialement connue,.
S’ensuivent alors pour elle de nombreux films à succès, qui marqueront les décennies tels que : Jumpin' Jack Flash (1986), Fatal Beauty (1987), Ghost (1990), La télé lave plus propre (1991), Sister Act (1992), The Player (1992), Sarafina (1992), Sister Act, acte 2 (1993), Made in America (1993), mais aussi Corrina, Corrina (1994), Bogus (1996), L'Associé (1996), Le Chevalier hors du temps (1998), Sans complexes (1998), Aussi profond que l'océan (1999) ou encore Une vie volée (1999), mais aussi des films cultes : Kingdom Come (2001), Monkeybone (2001) et Cash Express (2001).
Elle est également une adepte des voix de personnages, où elle excelle via les films à succès comme : Le Roi lion (1994), Richard au pays des livres magiques (1994), Rudolph, le petit renne au nez rouge : Le Film (1998), Les Razmoket, le film (1998), Pinocchio le robot (2004), Le Roi lion 3: Hakuna Matata (2004), Zig Zag, l'étalon zébré (2005), Pollux : Le Manège enchanté (2006), Toy Story 3 (2010), L'Incroyable destin de Savva (2012)…
En 2024, elle co-écrit sa première bande dessinée The Change avec Jaime Paglie, qui est distribuée par Dark Horse Comics.
Avec plus de 200 crédits à son actif, elle est l’une des rares actrices à avoir les 4 grandes récompenses EGOT : remporté un Emmy (télévision), un Grammy (musique), un Oscar (film) et un Tony (théâtre),,.

## Biographie

### Jeunesse
Caryn Elaine Johnson, dite Whoopi Goldberg, est née le 13 novembre 1955 à New York (États-Unis), elle est la fille d'Emma Johnson une infirmière,.
Dès huit ans, Whoopi Goldberg monte sur scène pour jouer du théâtre. N'aimant pas les cours, elle décide d'aller travailler. Elle enchaîne plusieurs petits boulots dont maquilleuse dans un funérarium, maçonne, ou encore caissière de banque.
Elle prend le nom de scène de Whoopi Goldberg. Le surnom Whoopi fait référence à un Coussin péteur (whoopee cushion en anglais) : « Quand on se produit sur scène, on n'a jamais vraiment le temps d'aller aux toilettes et de fermer la porte. Donc, si vous êtes un peu gazeux, vous devez laisser tomber. Alors les gens me disaient : « Tu es comme un coussin whoopee ». Et c'est de là que vient le nom. » Quant au nom « Goldberg », un récit suggère que sa mère, Emma Johnson, pensait que leur nom de famille n'était « pas assez juif » pour que sa fille devienne une star.

### Carrière

#### Décennie 1980
C'est en 1983 que commence sa vraie carrière en tant que comédienne. The Spook Show sera sa première pièce. Elle recevra d'ailleurs un Grammy Award pour ce spectacle, deux ans plus tard.
Whoopi Goldberg fait ses débuts au cinéma en 1985, avec La Couleur pourpre de Steven Spielberg, qui lui vaudra une nomination aux Oscars. C'est grâce à ce rôle de Celie qu'elle deviendra mondialement connue et que la porte du cinéma s'ouvrira. Elle jouera dans divers films, tous plus différents les uns que les autres (Jumpin' Jack Flash, Fatal Beauty, La Pie voleuse, Le Chemin de la liberté, mais aussi Star Trek).

#### Décennie 1990

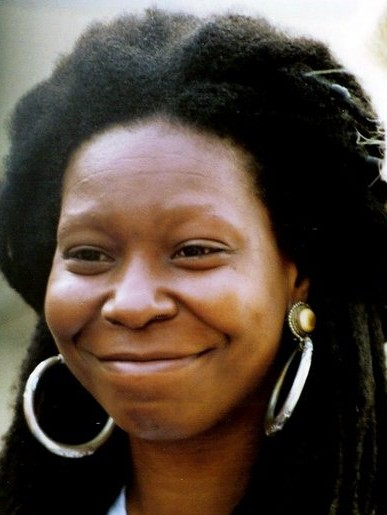
Whoopi Goldberg au festival de Cannes 1992.

En 1990, son rôle dans Ghost aux côtés de Demi Moore et Patrick Swayze lui fera gagner un Oscar. Elle devient ainsi la deuxième femme noire à remporter l'Oscar de la meilleure actrice dans un second rôle, cinquante ans après Hattie McDaniel consacrée en 1940 pour son rôle dans Autant en emporte le vent. Par ailleurs, Première classe son personnage d'Oda Mae Brown, une medium pouvant communiquer avec les fantômes parmi les 100 meilleurs personnages de films de tous les temps. Ghost est le plus grand succès de l'année 1990, totalisant un peu plus d'un demi-milliard de dollars de recette en plus de récolter diverses distinctions dont l'Oscar du meilleur scénario original. Le talent de l'actrice n'est désormais plus à contester et sa capacité à passer d'un registre à un autre est reconnue,,,.
Elle donne la réplique en 1991 à Sally Field, Kevin Kline, Robert Downey Jr., Cathy Moriarty, Teri Hatcher, Kathy Najimy, Carrie Fisher et Finola Hughes, pour le film La télé lave plus propre. Il s'agit d'une comédie parodiant la tonalité mélodramatique et les ressorts narratifs extravagants des soap operas, dont la prestation de Kevin Kline est nommé aux Golden Globe Award.
Vient ensuite le film à succès Sister Act qui, agrémenté de Maggie Smith, ainsi que Kathy Najimy et paru en 1992, a été l’une des comédies ayant le plus de retombées financières au début des années 1990, générant 231 millions de dollars dans le monde. De par son succès, le film devient culte pour toute une génération, tout en engendrant une suite Sister Act, acte 2, parue en 1993 et une comédie musicale du même nom Sister Act.
En 1993, elle tient tête à Will Smith et Ted Danson dans Made in America, qui obtient de bonnes critiques, tout en étant un succès au cinéma. Elle reprend également le rôle de Dolorès Van Cartier pour la suite Sister Act, acte 2 dont le succès n'égale pas celui du premier volet, avec 57 millions de dollars de recettes récoltés.
En 1994, elle prête sa voix au personnage de Shenzi dans le film d'animation de Disney Le Roi lion. Le film sort le 15 juin 1994 et rencontre un énorme succès critique et financier, devenant le film numéro un du box-office mondial de l'année 1994,. Dans un même temps, elle obtient un rôle dans le film Les Chenapans où elle côtoie Daryl Hannah, Mel Brooks, Reba McEntire, Raven Symoné, mais aussi Ashley Olsen et Mary-Kate Olsen,. Plus tard, elle est à l’affiche du drame bouleversant Corrina, Corrina, qui à défaut d’être rentable, obtient des critiques élogieuses au niveau mondial,,,. Elle s’essaie aussi au registre de la science-fiction, en jouant le rôle de Guinan dans le film à succès Star Trek : Générations, dont le chiffre au box-office atteint 118 millions de dollars amassés. Elle rencontre Macaulay Culkin, Christopher Lloyd et Patrick Stewart, pour le film Richard au pays des livres magiques, mélangeant prises de vues réelles à l’animation.
L’année 1995 se voit portée par trois projets : le dramatique Avec ou sans hommes, en compagnie de Mary-Louise Parker et Drew Barrymore. S’ensuit le récit indépendant Moonlight et Valentino, basé d’après la pièce de théâtre du même nom. Elle s’illustre aussi dans Theodore Rex, qui bien qu’initialement destiné à la sortie en salle, le film est passé directement à la vidéo, et par conséquent est devenu le film direct à la vidéo le plus cher jamais réalisé au moment de sa sortie,,.

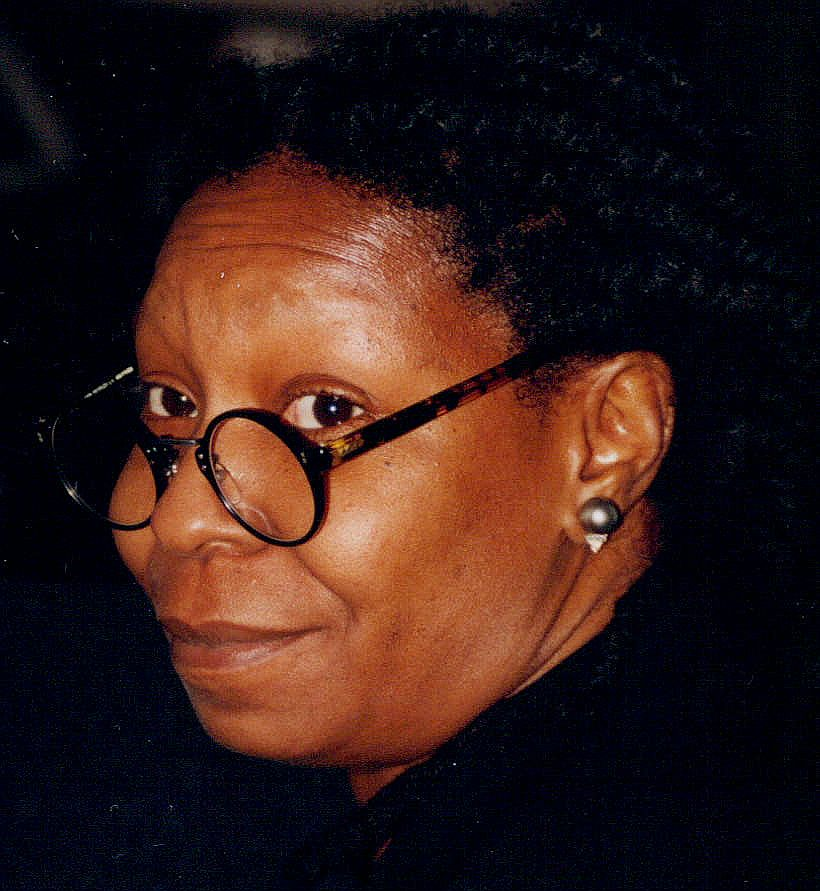
Whoopi Goldberg en 1996.

Elle prend part en 1996 au récit Eddie, qui a un succès relatif au vu de ses 31 millions de dollars récoltés pour un budget de 30. Elle poursuit avec La Reine des vampires, second volet des adaptations de la série à succès Les Contes de la crypte. Le film à la sortie limitée est un échec au box office, mais devient culte avec le temps,,. Un peu plus tard, elle partage l’affiche du drame Bogus avec Gérard Depardieu, qui acclamé par la critique à défaut d’être un succès au box office, obtient le statut de film culte de par son sujet mais aussi via sa distribution prestigieuse qu’il contient,,. En parallèle, elle tient tête à Dianne Wiest dans la comédie L'Associé, dont la prestation en tant qu’homme/femme a de bons retours par le public. Elle retourne également au registre dramatique, en étant la vedette du drame autobiographique Les Fantômes du passé, aux côtés d’Alec Baldwin, qui obtient des louanges et est nommé aux Oscars,,.
Elle se joint en 1997 au film d’animation A Christmas Carol avec Tim Curry et Michael York. Elle continue, en s’illustrant dans le Destination Anywhere, ayant pour vedettes Jon Bon Jovi, Demi Moore et Kevin Bacon. Elle est aussi en 1re ligne pour défendre le téléfilm In the Gloaming, aux côtés de Glenn Close et Bridget Fonda, qui est un succès d'audiences, remporte 4 Cableace awards et est nommé 5 fois aux Primetime awards. Elle prend part à In and Out, face à Kevin Kline, Joan Cusack, Matt Dillon et Debbie Reynolds, dont la critique est élogieuse,,,,. Elle s’associe à Sylvester Stallone et Jackie Chan pour le récit An Alan Smithee Film.

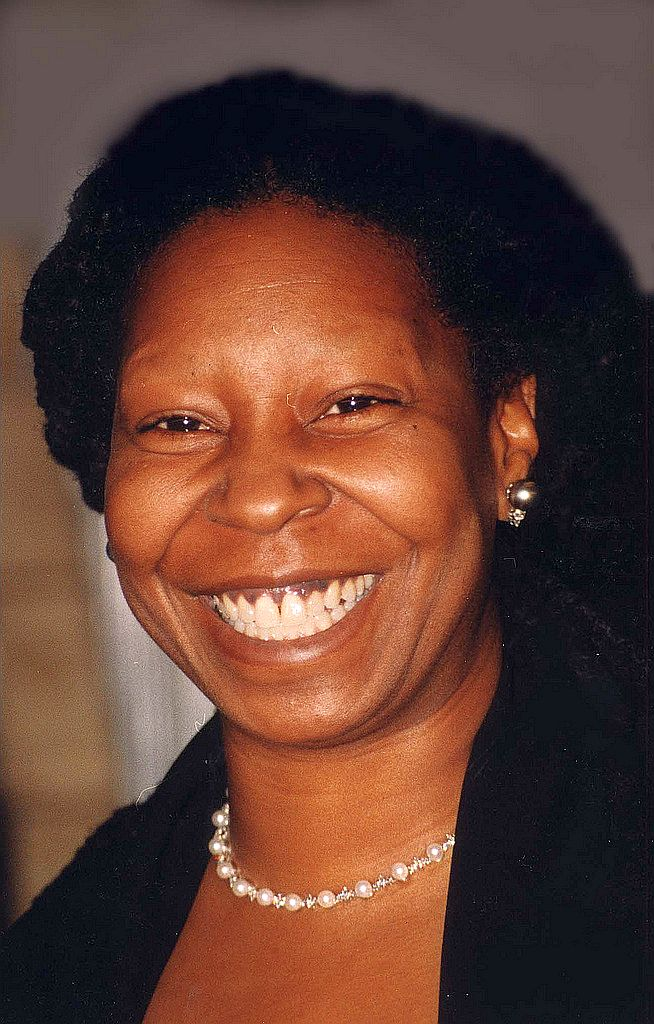
Whoopi Goldberg en 1998.

L’année 1998 est triomphale avec le téléfilm à succès de Disney : Le Chevalier hors du temps, qui devient culte. Elle joue également dans la comédie dramatique Sans complexes aux côtés de Angela Bassett, Taye Diggs et Regina King, dont le récit et les prestations de tous les acteurs, sont salués par les critiques et récompensés dans de nombreuses cérémonies. S’ensuit le récit animé Rudolph, le petit renne au nez rouge : Le film où elle prête sa voix, accompagnée de John Goodman, qui malgré son échec au box office, obtient le statut d’œuvre culte,. Elle récidive dans ce registre avec Les Razmoket, le film, qui est le 1er film d’animation de l'histoire hors Disney, à dépasser les 100 millions de dollars de recettes dans le monde, en se hissant no 1 durant trois semaines au box-office américain, ce qui est record,,.
1999 se voit générée par des projets ambitieux tels que le téléfilm : Alice au pays des merveilles, basé sur les livres de Lewis Carroll, Alice au pays des merveilles et De l'autre côté du miroir. Diffusé le 28 février 1999 sur le réseau NBC, il est un succès d’audiences avec 25 millions de spectateurs aux États-Unis, est acclamé par la critique et reçoit 4 Emmy Awards pour les costumes, le maquillage, la musique, ainsi que les effets spéciaux,,. Il est suivi la même année du drame Aussi profond que l'océan, qui porté par Michelle Pfeiffer et basé d’après le roman du même nom, ne rencontre guère de succès, aussi bien commercial, que critique,. Elle enchaîne avec Une vie volée, basé d'après l'histoire vraie du best-seller de Susanna Kaysen, décrivant le séjour de 18 mois d'une jeune femme dans un institut psychiatrique. Celui-ci qui comprend en vedettes Winona Ryder, Angelina Jolie, Clea DuVall et Brittany Murphy, est un triomphe auprès de la critique, récolte une multitude de récompenses incluant l’Oscar de la meilleure actrice dans un second rôle lors des Oscars 2000, ainsi qu’un Golden Globe de la meilleure actrice dans un second rôle durant Golden Globes 2000, un Broadcast Film Critics Association Awards, un Screen Actors Guild Awards 2000 et un ShoWest Awards 2000, pour le meilleur second rôle féminin à Angelina Jolie,,,.

#### Décennie 2000
En 2000, elle apparaît dans le film mélangeant prises de vues réelles à l’animation Les Aventures de Rocky et Bullwinkle, ayant pour vedettes Piper Perabo. Si le film est un échec au box office, les effets spéciaux et l’humour, sont cependant acclamés par la critique,. La même année, elle prend part à Sac d'embrouilles, face à Joe Mantegna et Peter Coyote.
S’ensuit en 2001, une année marquante pour elle, comme en témoigne Kingdom Come, comprenant en vedettes LL Cool J, Jada Pinkett Smith, Toni Braxton, Vivica A. Fox, Anthony Anderson, Loretta Devine et Cedric the Entertainer. De par sa distribution prestigieuse et son succès avec 23,396,049 de dollars récoltés aux États-Unis, pour un budget de 7 millions, le film est considéré comme culte. Elle intervient aussi dans Monkeybone, film mélangeant prises de vues réelles à l’animation aux côtés de Brendan Fraser, Bridget Fonda, John Turturro ou encore Rose McGowan, qui, malgré son échec au box office, atteint aussi le statut d’œuvre culte avec le temps,. Elle poursuit avec Cash Express, qui de par son histoire rocambolesque, mais surtout, sa distribution exceptionnelle incluant : Rowan Atkinson, Cuba Gooding, Jr., Seth Green, Kathy Najimy et Dean Cain est également considéré comme culte pour toute une génération,. Elle finit l’année avec le téléfilm Appelez-moi le Père Noël !, qui est un record d’audiences aux États-Unis.
Elle se fait rare en 2002, en apparaissant en tant que caméo dans Showboy, puis en prêtant sa voix au film d’animation Madeline et le Roi, tout en reprenant son personnage de Guinan dans le blockbuster Star Trek : Nemesis. Elle est intervient brièvement avec d’autres célébrités comme David Arquette, Joan Cusack, Matthew Lillard et Snoop Dogg dans le téléfilm à succès Joyeux Muppet Show de Noël,.
Dès 2003, elle donne la réplique à comme Pamela Anderson, Britney Spears, Andy Dick, Eminem, Paris Hilton et Adam Sandler, dans Pauly Shore est mort. Elle est aussi présente dans le documentaire Bitter Jester. Elle prête sa voix dans le film Blizzard: Le renne magique du Père Noël, qui remporte de nombreux prix tels que : the Fest award lors du Chicago International Children's Film Festival et au DGC Team Award lors du Director's Guild of Canada. Elle fait également une briève apparition dans le 15e épisode de la saison 4 de la série pour enfants de Disney Tibère et la Maison bleue. Cette même année, elle crée sa propre série télévisée Whoopi, qui a 22 épisodes.
Elle donne de la voix en 2004 au film d’animation Pinocchio le robot. Dans un même temps, elle apparaît dans P'tits Génies 2, qui est la suite de P'tits Génies de 1999 et comme le premier, il a été mal accueilli par les critiques, avec un score de 0 % sur Rotten Tomatoes. Le film a été un échec commercial, ne récupérant que 9 millions sur ses 20 millions de budget. Rotten Tomatoes l'a classé 6e des 100 pires films critiqués des années 2000. Il a été nommé à quatre Raspberry Awards dont ceux du Pire film, Pire réalisateur (Bob Clark), Pire acteur dans un second rôle (Jon Voight) et Pire scénario (Steven Paul (histoire) et Gregory Poppen). Elle poursuit les apparitions via la comédie Jiminy Glick in Lalawood, qui récolte quelques faveurs de la presse. Elle prête une nouvelle fois sa voix à un projet de Disney Le Roi lion 3 : Hakuna Matata.
L’année 2005 est incontestablement celle de ses performances vocales, comme l'atteste le film Zig Zag, l'étalon zébré (Racing Stripes) où elle interprète un zèbre, aux côtés de Frankie Muniz, Hayden Panettiere, Joshua Jackson ou encore Dustin Hoffman, sorti aux États-Unis. Le film qui reçoit des critiques mitigées, est un succès au box office avec plus de 90 millions de dollars de recettes,. S’ensuit pour elle, la même expérience, mais cette fois-ci pour Pollux : Le Manège enchanté, basé d’après la série télévisée Le Manège enchanté, dont elle partage l’affiche aux côtés de Kylie Minogue, Ian McKellen et John Krasinski.
Elle continue en 2006 dans ce domaine avec Everyone's Hero, entourée de Jake T. Austin, Mandy Patinkin, Raven-Symoné, Forest Whitaker, Robert Wagner et Robin Williams, qui récolte 16 millions de dollars de recettes dans le monde. Elle est aussi présente dans le 1er épisode de la saison 2 et dans le 4e épisode de la saison 2de la série Tout le monde déteste Chris,. Elle obtient également un rôle dans la comédie indépendante Homie Spumoni, face à Donald Faison. Elle marque la série 30 Rock de par sa présence dans le 10e épisode 10 de la saison 1 et dans l’épisode 7 de la saison 4,.
En 2007, elle se voit porter le film d’animation Farce of the Penguins, qui comprend en vedettes Samuel L. Jackson, Christina Applegate, Bob Saget, Mo'Nique, Dane Cook, Alyson Hannigan et Jonathan Silverman. En parallèle, elle tient tête à Sharon Stone et Tara Reid dans le récit indépendant If I Had Known I Was a Genius, qui est présenté au Festival du film de Sundance. Dès le 4 août 2007, elle est l’une des présentatrices phares de l’émission The View aux États-Unis, qui est diffusé aux États-Unis sur la chaîne ABC.
L’an 2008 est marqué par sa participation vocale du film Les Copains des neiges, qui obtient bonne presse. Elle continue dans ce registre via le court-métrage Descendants. Elle fait une apparition en tant que guest star dans le 4e épisode de la saison 5 de la série à succès Entourage, mais aussi dans le 5eme épisode de la saison 1 de la série Life on Mars. Elle finit l’année en étant incluse dans le programme spécial A Muppets Christmas: Letters to Santa, avec pour partenaire Uma Thurman.
Elle interprète en 2009, son propre rôle dans la comédie Madea Goes to Jail, qui est un triomphe aux États-Unis, en se classant à la 1re place au box-office, tout en récoltant plus de 90 millions de dollars de recettes. Elle est l’une des quelques célébrités avec Arnold Schwarzenegger, Sylvester Stallone, Denise Richards et Brandon Routh, qui font un petit caméo dans le film bollywoodien Kambakkht Ishq. Il est un succès phénoménal, amasse plus de 840 millions de dollars pour un film indien, devenant par ce biais, le second film le plus vu de tous les temps de ce pays,,,. Elle joue aussi dans le 1er, 8e et 13e épisodes de la saison 2 de la série The Cleaner,,.

#### Décennie 2010

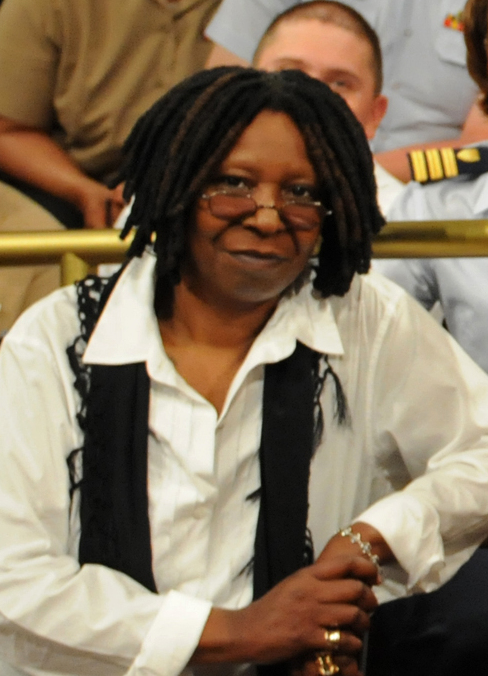
Whoopi Goldberg en 2010

Elle joue en 2010 dans la comédie romantique See You In September, qui est un succès, tout en récoltant de bonnes critiques,,. Plus tard, elle prête sa voix au film d’animation Toy Story 3. C'est un gros succès du box-office mondial : il s'agit du premier film d'animation à avoir dépassé le milliard de dollars de recettes et le troisième film d'animation le plus lucratif de l'histoire. En parallèle, elle est à l’affiche du drame Les Couleurs du destin, aux côtés de Janet Jackson, Phylicia Rashad, Thandie Newton, Loretta Devine, Anika Noni Rose, Kimberly Elise, qui dépeint les vies interconnectées de neuf femmes, en explorant leur vie et la lutte que ces dernières mènent au quotidien en tant que femme de couleur,. Le récit récolte l’éloge de la presse mondiale,,,.
Elle s’illustre en 2011 dans la comédie romantique A Little Bit of Heaven face à Kate Hudson et Gael García Bernal. Le film d’animation Le Petit Train bleu ou elle donne de la voix, en partenariat avec Alyson Stoner, Patrick Warburton, Brenda Song, Corbin Bleu et Jamie Lee Curtis, sort dans les salles. Elle participe aussi au grand retour réussi et médiatique des Muppets sur grand écran dans : Les Muppets, le retour. Lors de son premier week-end d'exploitation en salles, le film se classe directement à la seconde place du box-office américain avec 29,2 millions de dollars de recettes, pour un cumul de 41,5 millions de dollars de recettes depuis sa sortie en salles. Elle prend également part au documentaire d’un des célèbres Muppets Being Elmo: A Puppeteer's Journey, qui présenté lors du Festival du film de Sundance en 2011, obtient des critiques triomphales par la presse internationale.
Elle s’immisce en 2012 dans le 21e épisode de la saison 3 de la série The Middle. Elle récidive en apparaissant dans le 22e épisode de la 1re saison de la série Vie de banlieue. Elle s’invite aussi dans le 8e épisode de la saison 6 de la série animée à succès Robot Chicken. Elle est également guest star dans le 9e épisode de la 1re saison de la série 666 Park Avenue. Elle joue également dans six épisodes de la série Glee.
En 2013, elle donne sa voix dans les épisodes 8 et 13 de la 1re saison de la série à succès Once Upon a Time in Wonderland,.
Elle devient, en 2014, la vedette principale du film A Day Late and a Dollar Short. Elle obtient un petit rôle dans le blockbuster Ninja Turtles, produit par Michael Bay. Aux États-Unis, s'il reçoit globalement de mauvaises critiques, il est un succès et réalise près de 493 millions de dollars de recettes. Elle est également présente dans Top Five, qui à pour principaux interprètes : Chris Rock, Rosario Dawson, Gabrielle Union, Cedric the Entertainer. Elle conclut cette année avec la comédie romantique Big Stone Gap, puis prête sa voix au personnage Magic Mirror dans la série animée Les 7N.
Elle débute 2015 avec le film Black Dog, Red Dog, réalisé par James Franco. Elle tourne dans l’épisode 4 de la saison 17 dans la série New York, unité spéciale.
Elle participe en 2016 au 20e épisode de la saison 4 de la série Nashville. Elle intervient dans la série pour enfants de Netflix Ask the StoryBots. En parallèle, elle excelle dans le 1er épisode de la 1re saison de The Tick. Elle rejoint Busta Rhymes dans le récit King of Dancehall de Nick Cannon. Elle prête aussi sa voix à The Game Master pour la série de Disney Junior Miles dans l'espace. Elle est également présente dans le documentaire The Beatles: Eight Days a Week, basé sur le groupe britannique The Beatles, qui obtient de nombreuses récompenses à travers le monde,,,.
À partir de 2017, elle côtoie Charlie Sheen dans le récit dramatique 11 septembre. Elle est une des nombreuses protagonistes du documentaire The Problem with Apu, basé d'après le personnage d'Apu de la série Les Simpson,. Elle donne de la voix dans le 10e épisode de la saison 2 de la série d’animation pour adultes Animals. Elle récidive dans ce registre, en interprétant le rôle de la méchante sorcière Ursula dans le téléfilm de Disney Descendants 2. Elle est à l’affiche de la comédie A Very Sordid Wedding. Elle s’associe au récit de science-fiction d’animation Yamasong: March of the Hollows, avant d’être sélectionnée dans le film Rio, une adaptation de l’œuvre Les Acteurs anonymes réactualisée par James Franco. Elle joue aussi dans le court-métrage acclamé par la critique Palace, réalisé par Marcus W Chan.
En 2018, elle est interviewée dans le documentaire hommage Robin Williams: Viens dans mon esprit, diffusé sur la chaine HBO,. Elle est la vedette du film Furlough, face à Tessa Thompson, Melissa Leo et Anna Paquin. Elle s’implique dans le court-métrage Happy Birthday to Me. Elle joue dans le 2e, 5e, 9e, 10e et 13e épisodes de la saison 1 de la série Instinct,,,,. Elle est dans la distribution du court-métrage Sensitive Men. Elle s’investit vocalement dans le 1er épisode de la saison 5 de la série à succès BoJack Horseman. Elle se joint aussi au film Pas si folle, avec pour partenaires Tiffany Haddish, Tika Sumpter et Amber Riley. Il est un succès, en remportant plus de 35 millions de dollars de recettes juste aux États-Unis. Elle conclut cette année en jouant dans le court-métrage mutli-récompensé Lucy In The Sky. Elle prend part également au 11e épisode de la saison 2, 2d épisode de la saison 3 et au 28e épisode la saison 3 de la série animée de Disney Elena d'Avalor,,.
L’année 2019 est imprégnée par sa participation au 14e épisode de la 1re saison de la série animée Scooby-Doo et Compagnie. Elle s’investit dans le court-métrage d’animation multi-récompensé Quelque chose d’exceptionnel. Elle rejoint la distribution de la série animée La Colo magique pour 12 épisodes.

#### Décennie 2020
Elle continue en 2020, l’expérience de la narration avec le documentaire American Masters et celle de l’émission spéciale Sarah Cooper: Everything's Fine.
Elle séduit le public en 2021 avec sa prestation d’Abagail Freemantle dans la série The Stand, créée d'après le roman de Stephen King et diffusée du 8 au 12 mai 1994 sur le réseau ABC. Elle poursuit dans le 4e épisode de la saison 1 de la série animée M.O.D.O.K. . Elle apparaît dans le 7e épisode de la 2de saison de la série Godfather of Harlem. Elle fait la narration du 10e épisode de la 2de saison de la série animée pour adultes Tuca & Bertie. Elle narre également le documentaire JFK Revisited: Through the Looking Glass, d’Oliver Stone.
En 2022, elle apparaît dans le documentaire officiel Janet, basé sur la vie de la chanteuse Janet Jackson. Elle prend aussi part au film d’animation Luck, qui inclut Jane Fonda et qui est distribué le 5 août 2022 sur Apple +. La même année, elle est à l’affiche du film biographique Emmett Till, qui est ovationné aussi bien le public, que par la critique,,. Le 11 novembre 2022, elle est également au casting du film d’animation acclamé par la critique Le Dragon de mon père, proposé par Netflix,.
L’année 2023 se voit portée par des participations à trois séries télévisées : Harlem de Amazon prime, The Conners et Godfather of Harlem. Le 24 juin 2023, le court métrage d’animation Three Trees, qu’elle narre, est projeté dans de nombreux festivals. Le 9 octobre 2023 aux États-Unis, elle rejoint Robert De Niro et Rose Byrne dans le film indépendant Ezra, qui obtient des critiques élogieuses. Elle finit l’année en prenant part à la version musicale du film La Couleur poupre, qui l’avait révélée au grand public en 1985.
Le 1er mars 2024, elle intègre le casting du western Outlaw Posse, qui comprend en vedettes Mario Van Peebles, Cedric the Entertainer et Neal McDonough. Le 9 mars 2024, elle rejoint la comédie indépendante Babes. Le 9 mai 2024, elle apparaît dans le 4e épisode de la 3e saison de la série Hacks. Le 10 Juillet 2024, elle co-écrit sa 1ere bande dessinée The Change avec Jaime Paglie, qui est distribuée par Dark Horse Comics.
Elle prêtera également sa voix au film d’animation Pierre le Pigeon, aux côtés de Jennifer Coolidge, Snoop Dogg, Jennifer Hudson, will.i.am et Ashlee Simpson,,. Elle reprendra son rôle fétiche de Dolores Van Cartier pour le troisième volet de Sister Act.
Elle accompagne également Alec Baldwin dans le récit Atrabilious, qui obtient plus de quinze prestigieuses récompenses.

### Vie privée
Whoopi Goldberg a été mariée trois fois : avec Alvin Martin (de 1973 à 1979), David Claessen (de 1986 à 1988) et Lyle Trachtenberg (de 1994 à 1995). Elle a aussi vécu en couple avec Frank Langella, Timothy Dalton et Ted Danson.
En 1973, à l'âge de 17 ans et demi, Whoopi Goldberg donne naissance à une fille, Alexandrea (dite Alex Dean Martin) avec son mari de l'époque, Alvin Martin. Elle est devenue grand-mère pour la première fois à l'âge de 34 ans, lorsque sa fille, âgée de 16 ans à cette époque, a donné naissance à une fille, Amarah Skye (née en 1989). Whoopi Goldberg a également deux autres petits-enfants d'Alexandrea : Jerzey et Mason. En avril 2014, elle devient arrière-grand-mère à l'âge de 58 ans. Sa petite-fille Amarah donne naissance à une petite Charlie.
Le 1er février 2022, Whoopi Goldberg est suspendue pour deux semaines de son émission par ABC après avoir déclaré la veille que la Shoah « n'était pas une question de race [mais] une question d'inhumanité des hommes envers les hommes », à propos de la décision de la commission scolaire du comté de McMinn d'interdire l'usage du roman graphique Maus (dans lequel Art Spiegelman raconte les souvenirs de son père, rescapé de la Shoah) en raison d'une « utilisation inutile de blasphèmes, de nudité, et d'une représentation de la violence et du suicide »,,. Elle présente ses excuses. Par le passé, elle avait déjà suscité la controverse pour avoir soutenu l'acteur Bill Cosby (accusé d'agression sexuelle) et le réalisateur Roman Polanski (inculpé de viol).

## Filmographie
Note : sauf mention contraire, les informations ci-dessous sont issues de la filmographie de Whoopi Goldberg sur l'Internet Movie Database

### Cinéma

#### Années 1980
- 1985 : La Couleur pourpre (The Color Purple) de Steven Spielberg : Celie Johnson
- 1986 : Jumpin' Jack Flash de Penny Marshall : Teresa Dolittle
- 1987 : Pie voleuse (Burglar) de Hugh Wilson : Bernice Rhodenbarr
- 1987 : Beauté fatale (Fatal Beauty) de Tom Holland : Rita Rizzoli
- 1988 : Allô, je craque (The Telephone) de Rip Torn : Vashti Blue
- 1988 : Le Secret de Clara (Tendre Clara au Québec, Clara's Heart) de Robert Mulligan : Clara Mayfield
- 1989 : L'Héritier de Beverly Hills (en) (Beverly Hills Brats) de Jim Sotos (en) : elle-même
- 1989 : Voyageurs sans permis (Homer and Eddie) d'Andreï Konchalovski : Eddie Cervi

#### Années 1990
- 1990 : Ghost (Mon fantôme d'amour au Québec) de Jerry Zucker : Oda Mae Brown
- 1990 : La Liberté au bout du chemin (The Long Walk Home) de Richard Pearce : Odessa Cotter
- 1991 : La télé lave plus propre (Soapdish) de Michael Hoffman : Rose Schwartz
- 1991 : House Party 2 (en) de George Jackson (en) : la professeure
- 1992 : Sarafina ! de Darrell James Roodt : Mary Masembuko
- 1992 : The Player de Robert Altman : détective Susan Avery
- 1992 : Sister Act (Rock'n nonne au Québec) de Emile Ardolino : Dolorès Van Cartier
- 1993 : Naked in New York de Daniel Algrant (en) : le masque de la tragédie
- 1993 : Made in America (100% Américain au Québec) de Richard Benjamin : Sara Matthews
- 1993 : Alarme fatale (Loaded Weapon 1) de Gene Quintano : le sergent Billy York
- 1993 : Sister Act 2 (Rock'n nonne 2 : De retour au couvent au Québec) de Bill Duke : Dolorès Van Cartier
- 1994 : Les Chenapans (The Little Rascals) de Penelope Spheeris : la mère de Buckwheat
- 1994 : Le Roi lion (The Lion King) de Roger Allers et Rob Minkoff : Shenzi (voix)
- 1994 : Corrina, Corrina de Jessie Nelson : Corrina Washington
- 1994 : Star Trek : Générations de David Carson : Guinan
- 1994 : Richard au pays des livres magiques (The Pagemaster) de Joe Johnston : Fantaisie (voix)
- 1995 : Avec ou sans hommes (Pas besoin des hommes) (Boys on the Side) de Herbert Ross : Jane
- 1995 : Moonlight et Valentino de David Anspaugh : Sylvie Morrow
- 1995 : T-Rex de Jonathan R. Betuel : Katie Coltrane
- 1996 : Eddie de Steve Rash : Edwina « Eddie » Franklin
- 1996 : La Reine des vampires (Bordello of Blood) de Gilbert Adler (en) : une patiente à l'hôpital
- 1996 : Bogus de Norman Jewison : Harriet Franklin
- 1996 : L'Associé (The Associate) de Donald Petrie : Laurel Ayres
- 1996 : Les Fantômes du passé (Ghosts of Mississippi) de Rob Reiner : Myrlie Evers
- 1997 : Destination Anywhere de Mark Pellington (moyen-métrage) : Cabbie
- 1997 : In and Out (Le Pot aux roses au Québec) de Frank Oz : elle-même
- 1998 : An Alan Smithee Film d'Arthur Hiller alias Alan Smithee : elle-même
- 1998 : Rudolph, le petit renne au nez rouge : Le Film (Rudolph the Red-Nosed Reindeer : The Movie) de William R. Kowalchuk Jr : Stormella (voix)
- 1998 : Sans complexes (Au fil de l'amour) (How Stella Got Her Groove Back) de Kevin Rodney Sullivan : Delilah Abraham
- 1998 : Les Razmoket, le film (The Rugrats Movie) de Norton Virgien et de Igor Kovalyov (en) : Ranger Margaret (voix)
- 1999 : Aussi profond que l'océan (The Deep End of the Ocean) d'Ulu Grosbard : Candy Bliss
- 1999 : Alegria de Franco Dragone : le bébé clown
- 1999 : Our Friend, Martin (en) de Robert Brousseau et Vincenzo Trippetti : Madame Peck (voix)
- 1999 : Une vie volée (Jeune fille interrompue) (Girl, Interrupted) de James Mangold : Valerie Owens

#### Années 2000
- 2000 : Les Aventures de Rocky et Bullwinkle (The Adventures of Rocky & Bullwinkle) de Des McAnuff : la juge
- 2000 : Sac d'embrouilles (L'Affaire est dans le sac) (More Dogs Than Bones) de Michael Browning : Cléo
- 2001 : Monkeybone de Henry Selick : La mort
- 2001 : We Are Family (Kingdom Come) de Doug McHenry (en) : Raynelle Slocumb
- 2001 : Course folle / Cash Express (Rat Race) de Jerry Zucker : Vera Baker
- 2001 : Braquage à l'américaine (The Hollywood Sign) de Sönke Wortmann : la femme à l'enterrement
- 2002 : Star Trek : Nemesis de Stuart Baird : Guinan
- 2002 : Showboy (en) de Lindy Heymann (en) et Christian Taylor (en) : elle-même
- 2002 : À la recherche de Debra Winger (Searching for Debra Winger) de Rosanna Arquette : elle-même
- 2003 : Blizzard, le renne magique du père Noël (en) (Blizzard) de LeVar Burton : Blizzard (voix)
- 2003 : Pauly Shore est mort (Pauly Shore is Dead) de Pauly Shore : elle-même
- 2004 : Le Roi lion 3 (The Lion King 1 1/2) de Bradley Raymond : Shenzi (voix)
- 2004 : Pinocchio le robot (Pinocchio 3000) de Daniel Robichaud : voix
- 2004 : P'tits génies 2 (Superbabies : Baby Geniuses 2) de Bob Clark : elle-même
- 2004 : Jiminy Glick in Lalawood de Vadim Jean : elle-même
- 2005 : Zig Zag, l'étalon zébré (Racing Stripes) de Frederik Du Chau : Franny (voix)
- 2006 : Homie Spumoni de Mike Cerrone (en) : Thelma
- 2006 : Doogal de Dave Borthwick, Jean Duval et Frank Passhingham : Ermintrude (voix)
- 2006 : Everyone's Hero de Colin Brady (en), Christopher Reeve et Dan St. Pierre (en) : Darlin (voix)
- 2006 : Farce of the Penguins de Bob Saget : Helen (voix)
- 2007 : If I Had Known I Was a Genius de Dominique Wirtschafter : la mère
- 2008 : Les Copains des neiges (Snow Buddies) de Robert Vince (en) : Miss Mittens (voix)
- 2008 : Mia et le Migou (Mia and the Migoo) de Jacques-Rémy Girerd : la sorcière
- 2009 : Madea Goes to Jail de Tyler Perry : elle-même
- 2009 : Kambakkht Ishq de Sabbir Khan (en) : elle-même

#### Années 2010
- 2010 : Les Couleurs du destin (For Colored Girls) de Tyler Perry : Alice/Blanc
- 2010 : See You in September (en) de Tamara Tunie : la psychothérapeute
- 2010 : Toy Story 3 de Lee Unkrich : Stretch (voix)
- 2011 : A Little Bit of Heaven (Pour un instant de bonheur au Québec) de Nicole Kassell : Dieu
- 2011 : Le Petit Train bleu (The Little Engine That Could) d'Elliot M. Bour (en) : Tower (voix)
- 2011 : Les Muppets, le retour (The Muppets) de James Bobin : elle-même
- 2012 : The Contradictions of Fair Hope de S. Epatha Merkerson et Rockell Metcalf (documentaire) : elle-même
- 2014 : Ninja Turtles (Teenage Mutant Ninja Turtles) de Jonathan Liebesman : Bernadette Thompson
- 2014 : Top Five de Chris Rock : elle-même
- 2014 : Big Stone Gap (en) d'Adriana Trigiani (en) : Fleeta Mullins
- 2015 : Black Dog, Red Dog, film collectif : Calliope
- 2015 : L'Incroyable destin de Savva (Savva, Serdtse voina) de Maksim Fadeev : Mama Zho Zi (voix)
- 2016 : King of the Dancehall (en) de Nick Cannon : Loretta Brixton
- 2017 : Rio de Gayatri Bajpai : Gayle Morgensten
- 2017 : A Very Sordid Wedding de Del Shores (en) : Abernatha Coleman
- 2017 : 11 septembre (9/11) de Martin Guigui : Metzie
- 2017 : Yamasong : March of the Hollows de Sam Koji Hale : Yari
- 2018 : Furlough (en) de Laurie Collyer (en) : Moms
- 2018 : Pas si folle (Nobody's Fool) de Tyler Perry : Lola

#### Années 2020
- 2022 : Emmett Till de Chinonye Chukwu : Alma Carthan
- 2023 : Ezra de Tony Goldwyn : Jayne
- 2023 : La Couleur Pourpre de Blitz Bazawule : La sage-femme (caméo)
- 2024 : Babes de Pamela Adlon : seins de Dawn (voix)
- 2024 : Outlaw Posse de Mario Van Peebles : Mary
- 2024 : Super/Man : L'Histoire de Christopher Reeve (Super/Man: The Christopher Reeve Story) (documentaire) de Ian Bonhôte et Peter Ettedgui : elle-même

### Télévision

#### Téléfilms
- 1989 : Arnaqueuse[réf. souhaitée] (Kiss Shot) de Jerry London : Sarah Collins
- 1997 : La Légende de Cendrillon de Robert Iscove : la reine Constantina
- 1997 : À la fin du jour (en) (In the Gloaming) de Christopher Reeve : Myrna
- 1998 : Le Chevalier hors du temps de Roger Young : Dr Vivian Morgan
- 1999 : Alice au pays des merveilles de Nick Willing : le chat du Cheshire
- 1999 : Le Monde magique des Leprechauns de John Henderson : la Grande Banshee
- 2001 : Appelez-moi le Père Noël ! (ou Je hais le Père Noël) de Peter Werner : Lucy
- 2001 : Les Liens du cœur de Maggie Greenwald : Terry Harrison
- 2003 : Au-delà des barrières (en) (Good Fences) de Ernest R. Dickerson : Mabel Spader
- 2014 : La Fin du voyage (A Day Late and a Dollar Short) de Stephen Tolkin (en) : Viola
- 2016 : The Tick de Wally Pfister : elle-même
- 2017 : Descendants 2 de Kenny Ortega : Ursula (voix)

#### Séries télévisées
- 1986-1987 : Clair de lune (saison 2, épisode 18 ; saison 3, épisode 9) : Camille
- 1988-1993 : Star Trek : La Nouvelle Génération : Guinan (28 épisodes)
- 1989 : CBS Schoolbreak Special (saison 6, épisode 4) : Mariah Johnston
- 1990 : Bagdad Café : Brenda (15 épisodes)
- 1990-1992 : Capitaine Planète : Gaia (voix, 60 épisodes)
- 1991 : Campus Show (saison 4, épisode 23) : Dr Jordan
- 1991 : Les Contes de la crypte (saison 3, épisode 6) : Peligre / elle-même
- 1993 : Une nounou d'enfer (saison 2, épisode 11) : elle-même
- 1995-1997 : Happily Ever After: Fairy Tales for Every Child : Mother Gooseberg / Zenobia The Hoodoo Diva (3 épisodes)
- 1997 : Tracey Takes On… (saison 2, épisode 13) : Dieu (voix)
- 1998 : Saturday Night Live (saison 23, épisode 17) : M'iceberg
- 1998 : Une nounou d'enfer (saison 5, épisode 20) : Edna
- 1998 : L.A. docs (1 épisode)
- 2000 : Movie stars (en) (saison 2, épisode 6) : elle-même
- 2000 : La Vie avant tout (saison 1, épisodes 1, 6, 10 et 11) : Dr Lydia Emerson - également scénariste et productrice
- 2001 : Mon ex, mon coloc et moi (saison 1, épisode 12) : Elle-même
- 2002 : Absolutely Fabulous (saison 4, épisode 7) : Goldie
- 2002 : Liberty's Kids: Est. 1776 : Deborah Samson (voix) / Robert Shurtleff (36 épisodes)
- 2003-2004 : Whoopi : Mavis Rae
- 2006 : New York, section criminelle (saison 5, épisode 20) : Chesley Watkins
- 2006 : Tout le monde déteste Chris (saison 2, épisodes 1 et 4) : Louise
- 2007 : American Dad! (saison 3, épisode 10) : elle-même (voix)
- 2008 : Entourage (saison 4, épisode 5) : elle-même
- 2008 : Life on Mars (saison 1, épisode 5) : frère Lovebutter
- 2009 : The Cleaner (saison 2, épisodes 2, 8 et 13 : Paulina Kmec
- 2009 : 30 Rock (saison 4, épisode 7) : elle-même
- 2011 : The Middle (saison 3, épisode 21) : Jane Marsh
- 2012 : Suburgatory (saison 1, épisode 22) : Yakult (voix)
- 2012 : Robot Chicken (saison 6, épisode 8) : HAL 9000 (voix) / Celie Johnson / Swift Wind
- 2012 : 666 Park Avenue (saison 1, épisode 9) : Maris Elder
- 2012 : Downton Sixbey (saison 1, épisode 2) : Lady Whoopi
- 2012-2014 : Glee (saison 3, épisodes 18, 20 et 21 ; saison 4, épisodes 1 et 9, saison 5, épisode 15) : Carmen Tibideaux
- 2013-2014 : Once Upon a Time in Wonderland (saison 1, épisode 8 et 13) : Mme Lapin (voix)
- 2014 : Les 7N (saison 1, épisodes 2, 3 et 9) : voix du Miroir magique
- 2015 : New York, unité spéciale (saison 17, épisode 4) : Janette Grayson
- 2015 : Delores and Jermaine : Delores
- 2017 : When We Rise : Pat Norman (3 épisodes)
- 2018 : Instinct : Joan Ross
- 2019 : Scooby-Doo et Compagnie : Elle-même (voix)
- 2020 : Le Fléau : Mère Abigail[232]
- 2021 : Staged : Mary (3 épisodes)
- 2021 : MODOK : Poundcakes (voix)
- 2021-2023 : Godfather of Harlem : Miss Willa (3 épisodes)
- 2021-2023 : Harlem : Dre Elise Pruitt (9 épisodes)
- 2022 : Star Trek: Picard : Guinan (2 épisodes)
- 2023 : The Conners : Mme Glen (1 épisode)

### Divers
- 1994 : Liberation de Arnold Schwartzman (en) : narratrice
- depuis 2005 : The View : présentatrice
- 2020 : RuPaul's Drag Race, saison 12, épisode 11 : juge

### En tant que productrice
- 2003 : Au-delà des barrières (en) de Ernest R. Dickerson
- 2022 : Emmett Till (Till) de Chinonye Chukwu

## Théâtre
- 2010 : Sister Act (Londres) : coproductrice du spectacle, elle joue le rôle de la Mère supérieure les 22, 23 et 25 octobre.

## Divers
- 2009 : Journey to the Stars Hayden Planetarium du Muséum américain d'histoire naturelle de New York (voix)

## Impact, distinctions et héritages
Whoopi Goldberg a joué dans de nombreux films à succès, qui sont devenus cultes et qui ont marqués plusieurs décennies tels que : Jumpin' Jack Flash (1986), Ghost (1990), La télé lave plus propre (1991), Sister Act (1992), mais aussi Corrina, Corrina (1994), Bogus (1996), L'Associé (1996), Le Chevalier hors du temps (1998), Sans complexes (1998), Une vie volée (1999), Kingdom Come (2001), Monkeybone (2001), Cash Express (2001).
Avec plus de 197 crédits à son actif, elle est l’une des rares actrices à avoir remporté un Emmy (télevision), un Grammy (musique), un Oscar (film) et un Tony (théâtre),,, mais surtout la première actrice de couleur noire à avoir les 4 prix, ce qui fait d’elle une légende hollywoodienne,,,,.

### Récompenses

#### Oscars
- Oscars 1991 : meilleure actrice dans un second rôle pour Ghost

#### Golden Globes
- Golden Globes 1986 : meilleure actrice dans un drame pour La Couleur pourpre
- Golden Globes 1991 : meilleure actrice dans un second rôle pour Ghost

#### Autres
- National Board of Review Awards 1985 : meilleure actrice pour La Couleur pourpre
- Grammy Awards 1986 : meilleur spectacle pour Whoopi Goldberg: Direct from Broadway
- NAACP Image Awards 1986 : meilleure actrice principale pour La Couleur pourpre
- Kids' Choice Awards 1988 : actrice de film préférée pour La Couleur pourpre
- Kids' Choice Awards 1989 : actrice de film préférée pour Allô, je craque
- NAACP Image Awards 1990 : meilleure actrice principale pour Beauté fatale
- Kansas City Film Critics Circle Awards 1990 : meilleure actrice dans un second rôle pour Ghost
- American Comedy Awards 1991 : actrice la plus drôle dans un second rôle pour Ghost
- British Academy Film Awards 1991 : meilleure actrice dans un second rôle pour Ghost
- Dallas-Fort Worth Film Critics Association Awards 1991 : meilleure actrice dans un second rôle pour Ghost
- Saturn Awards 1991 : meilleure actrice dans un second rôle pour Ghost
- Women in Film Crystal Awards 1991 : Prix humanitaire
- Aftonbladet TV Prize (sv) 1992 : meilleure personnalité de télévision étrangère
- NAACP Image Awards 1992 : meilleure actrice dans un second rôle Ghost et meilleure interprète de l'année
- Kids' Choice Awards 1992 : actrice de film préférée pour La télé lave plus propre
- American Comedy Awards 1993 : actrice la plus drôle dans un film pour Sister Act
- Bravo Otto 1993 : meilleure actrice pour Sister Act
- CableACE Awards 1993 : meilleure animatrice de divertissement pour Comic Relief V - partagée avec Billy Crystal et Robin Williams
- Hasty Pudding Theatricals 1993 : Prix de la femme de l'année
- NAACP Image Awards 1993 : meilleure actrice pour Le Chemin de la liberté
- Kids' Choice Awards 1993 : actrice de film préférée pour Sister Act
- People's Choice Awards 1993 : actrice de cinéma favorite pour Sister Act
- ShoWest Convention 1993 : Prix de la star féminine de l'année
- Bravo Otto 1994 : meilleure actrice pour Sister Act, acte 2
- NAACP Image Awards 1994 : meilleure actrice pour Sister Act, acte 2
- Kids' Choice Awards 1994 : actrice de film préférée pour Sister Act, acte 2
- People's Choice Awards 1994 : actrice de cinéma favorite pour Made in America
- People's Choice Awards 1995 : actrice de cinéma favorite pour Corrina, Corrina
- Fantafestival 1996 : meilleure actrice pour T. Rex
- People's Choice Awards 1996 : actrice de cinéma favorite dramatique pour Avec ou sans hommes
- Online Film & Television Association Awards 1997 : meilleure actrice dans un second rôle dans une mini-série ou un téléfilm pour In the Gloaming (en)
- GLAAD Media Awards 1999 : Prix Vanguard (en)
- NAACP Image Awards 1999 : meilleure actrice dans un second rôle pour Sans complexes
- Online Film & Television Association Awards 1999 : meilleure animatrice dans un programme spécial pour la 71e cérémonie des Oscars
- Festival international du film de Santa Barbara 2000 : Prix Rubi de la meilleure actrice pour Alice au pays des merveilles, La Guerre des invisibles, Get Bruce, Aussi profond que l'océan et Une vie volée
- Mark Twain Prize for American Humor 2001 : Prix Mark Twain
- Women in Film Crystal Awards 2001 : Prix Crystal
- Daytime Emmy Awards 2002 : meilleur documentaire pour Beyond Tara: The Extraordinary Life of Hattie McDaniel - partagée avec Marc Juris (producteur exécutif), Jessica Falcon (productrice exécutive), Madison D. Lacy (productrice) et Maia Harris (productrice)
- U.S. Comedy Arts Festival 2002 : Prix AFI Star
- Gracie Awards (en) 2003 : meilleure production pour La Vie avant tout - partagée avec Tammy Ader (en), Jeremy R. Littman, Rick Alexander et Carla Kettner
- New York Women in Film & Television (en) 2003 : Prix Muse
- NAACP Image Awards 2004 : meilleure actrice dans un téléfilm où une mini-série pour Au-delà des barrières (en)
- NAMIC Vision Awards 2008 : meilleure interprétation dans une série télévisée comique pour The Word According to Whoopi
- Daytime Emmy Awards 2009 : meilleure animatrice de talk-show pour The View (émission de télévision) - partagé avec Barbara Walters, Joy Behar, Elisabeth Hasselbeck et Sherri Shepherd
- Essence Black Women in Hollywood 2010 : Prix d'honneur pour l'ensemble de sa carrière
- Casting Society of America 2011 : Prix Golden Apple.
- Made in NY Awards 2012 : Prix d'honneur - partagé avec Meryl Streep et Robert De Niro
- Provincetown International Film Festival 2013 : Prix John Schlesinger du meilleur documentaire pour Moms Mabley: I Got Somethin' to Tell You
- Black Reel Awards 2014 : meilleur documentaire télévisé pour Moms Mabley: I Got Somethin' to Tell You
- CinEuphoria Awards (es) 2018 : Prix d'honneur pour l'ensemble de sa carrière
- Online Film & Television Association Awards 2021 : Prix OFTA Film Hall of Fame de la meilleure actrice

### Nominations

#### Oscars
- Oscars 1986 : meilleure actrice pour La Couleur pourpre

#### Golden Globes
- Golden Globes 1993 : meilleure actrice dans une comédie pour Sister Act

#### Autres
- Los Angeles Film Critics Association Awards 1985 : prix New Generation et meilleure actrice dans un drame pour La Couleur pourpre
- Primetime Emmy Awards 1986 : meilleure actrice invitée dans une série télévisée dramatique pour Clair de lune
- American Comedy Awards 1987 : actrice la plus drôle dans un film pour Jumpin' Jack Flash
- CableACE Awards 1989 : meilleure actrice dans une série télévisée comique pour Whoopi Goldberg: Fontaine... Why Am I Straight
- Daytime Emmy Awards 1989 : meilleure interprète dans un programme pour enfants pour CBS Schoolbreak Special
- Grammy Awards 1989 : meilleur spectacle pour Fontaine : Why Am I Straight
- American Comedy Awards 1990 : interprétation féminine la plus drôle dans un programme spécial pour Comic Relief III.
- Daytime Emmy Awards 1991 :
  - meilleure interprète dans une série télévisée pour enfants pour Capitaine Planète
  - meilleur divertissement pour enfants pour Tales from the Whoop: Hot Rod Brown Class Clown - partagée avec Steve Binder (producteur réalisateur), Andi Copley (producteur superviseur), Troy Miller (producteur exécutif), Rocco Urbisci (en) (réalisateur) et Barbara Allyn (scénariste)
- Primetime Emmy Awards 1991 : meilleure actrice invitée dans une série télévisée comique pour Campus Show
- Awards Circuit Community Awards 1992 : de la meilleure actrice pour Sister Act
- American Comedy Awards 1993 : actrice la plus drôle dans un second rôle dans un film pour The Player
- MTV Movie Awards 1993 : meilleure interprétation féminine  et meilleure interprétation comique dans une comédie familiale pour Sister Act
- Primetime Emmy Awards 1994 : Meilleure interprétation individuelle dans une émission de variétés ou musicale pour la 66e cérémonie des Oscars
- MTV Movie Awards 1994 : meilleure interprétation comique pour Sister Act, acte 2
- American Comedy Awards 1995 : {de l’actrice la plus drôle dans une comédie romantique pour Corrina, Corrina
- Bravo Otto 1995 : meilleure actrice pour Corrina, Corrina
- CableACE Awards 1995 : meilleure animatrice de divertissement pour Comic Relief VI - partagée avec Billy Crystal et Robin Williams
- NAACP Image Awards 1995 : de la meilleure actrice dans un second rôle pour Sarafina!
- Saturn Awards 1995 : meilleure actrice dans un second rôle pour Star Trek : Générations
- Awards Circuit Community Awards 1996 : meilleure distribution pour Les Fantômes du passé - partagée avec Alec Baldwin, James Woods, Virginia Madsen, Craig T. Nelson, Lucas Black, William H. Macy et Susanna Thompson
- NAACP Image Awards 1996 : meilleure actrice principale pour Avec ou sans hommes
- NAACP Image Awards 1996 : de la meilleure interprétation dans un programme pour enfants pour Happily Ever After: Fairy Tales for Every Child
- Primetime Emmy Awards 1996 :
  - meilleure interprétation individuelle pour une émission de variétés ou musicale pour Comic Relief VII - partagée avec Robin Williams et Billy Crystal
  - meilleure interprétation individuelle pour une émission de variétés ou musicale pour la 68e cérémonie des Oscars
- NAACP Image Awards 1997 : meilleure actrice pour Les Fantômes du passé
- NAACP Image Awards 1997 : meilleure interprétation individuelle pour une émission de variétés ou musicale pour la 68e cérémonie des Oscars
- Kids' Choice Awards 1997 : de l’actrice de film préférée pour Eddie
- NAACP Image Awards 1998 : meilleure actrice principale dans un téléfilm ou une mini-série pour La Légende de Cendrillon
- Online Film & Television Association Awards 1998 : meilleure actrice dans un second rôle dans un téléfilm ou une mini-série pour La Légende de Cendrillon
- Acapulco Black Film Festival (en) 1999 : meilleure actrice dans un second rôle pour Sans complexes
- American Comedy Awards 1999 : interprétation féminine la plus drôle dans un programme spécial pour Comic Relief VIII et meilleure actrice dans un second rôle dans un film pour Sans complexes
- Daytime Emmy Awards 1999 : meilleure participation dans une émission de jeu pour Hollywood Squares - partagée avec Pat Tourk Lee (producteur exécutif), John Moffitt (producteur exécutif), Steve Radosh (producteur superviseur) et Susan Abramson (productrice coordinatrice)
- NAACP Image Awards 1999 : meilleure actrice dans un second rôle dans une série télévisée comique pour Une nounou d'enfer
- American Comedy Awards 2000 : interprétation féminine la plus drôle dans un programme spécial pour la 71e cérémonie des Oscars
- Daytime Emmy Awards 2000 :  meilleure participation dans une émission de jeu pour Hollywood Squares - partagée avec Pat Tourk Lee (producteur exécutif), John Moffitt (producteur exécutif), Steve Radosh (producteur superviseur) et Susan Abramson (productrice coordinatrice)
- Daytime Emmy Awards 2001 : meilleure participation dans une émission de jeu pour Hollywood Squares - partagée avec Pat Tourk Lee (producteur exécutif), John Moffitt (producteur exécutif), Steve Radosh (producteur superviseur), Susan Abramson (productrice coordinatrice) et Naomi Grossman (productrice)
- TV Guide Awards (en) 2001 : Prix de la personnalité de l'année
- Daytime Emmy Awards 2002 : meilleure participation dans une émission de jeu pour Hollywood Squares - partagée avec Pat Tourk Lee (producteur exécutif), John Moffitt (producteur exécutif), Steve Radosh (producteur superviseur), Susan Abramson (productrice coordinatrice) et Naomi Grossman (productrice)
- NAACP Image Awards 2002 : meilleure actrice dans un film pour We Are Family
- Online Film & Television Association Awards 2002 : meilleure interprétation individuelle pour une émission de variétés ou musicale pour la 74e cérémonie des Oscars
- Black Reel Awards 2004 :
  - meilleure actrice dans un téléfilm pour Au-delà des barrières (en)
  - meilleur téléfilm pour Au-delà des barrières (en) - partagé avec Danny Glover
- NAACP Image Awards 2004 : meilleure actrice dans une série télévisée comique pour Whoopi
- Primetime Emmy Awards 2005 : meilleure interprétation individuelle pour une émission de variétés ou musicale pour Whoopi: Back to Broadway - The 20th Anniversary
- Gold Derby Awards 2005 : meilleure interprétation individuelle pour une émission de variétés ou musicale pour Whoopi: Back to Broadway - The 20th Anniversary
- Online Film & Television Association Awards 2005 : meilleure animatrice pour une émission de variétés ou musicale pour Whoopi: Back to Broadway - The 20th Anniversary
- NAACP Image Awards 2007 : meilleure second rôle féminin dans une série télévisée comique pour Tout le monde déteste Chris
- Daytime Emmy Awards 2008 : meilleure animatrice de talk-show pour The View - partagée avec Barbara Walters, Joy Behar, Elisabeth Hasselbeck et Sherri Shepherd
- Online Film & Television Association Awards 2008 : meilleure animatrice de talk-show pour The View - partagée avec Barbara Walters, Joy Behar, Elisabeth Hasselbeck et Sherri Shepherd
- People's Choice Awards 2008 : Star féminine la plus drôle
- TV Land Awards 2008 : personnage « de l'au-delà » préféré pour Ghost
- Online Film & Television Association Awards 2009 : meilleure animatrice de talk-show pour The View - partagée avec Barbara Walters, Joy Behar, Elisabeth Hasselbeck et Sherri Shepherd
- People's Choice Awards 2009 : Star féminine la plus drôle
- Primetime Emmy Awards 2009 : meilleur programme spécial pour la 62e cérémonie des Tony Awards
- Daytime Emmy Awards 2010 : meilleure animatrice de talk-show pour The View - partagée avec Barbara Walters, Joy Behar, Elisabeth Hasselbeck et Sherri Shepherd
- Daytime Emmy Awards 2011 : meilleure animatrice de talk-show pour The View - partagée avec Barbara Walters, Joy Behar, Elisabeth Hasselbeck et Sherri Shepherd
- NAACP Image Awards 2011 : meilleure actrice dans un second rôle dans un drame pour Les Couleurs du destin
- Behind the Voice Actors Awards 2012 : BTVA Special/DVD Voice Acting Award de la meilleure distribution vocale dans une production télévisuelle ou vidéo pour Le Petit Train bleu - partagée avec Alyson Stoner, Jim Cummings, Jeff Bennett, Dominic Scott Kay, Rodney Saulsberry, Jodi Benson, Jamie Lee Curtis, Charlie Schlatter et Patrick Warburton
- Online Film & Television Association Awards 2012 : meilleure actrice invitée dans une série télévisée comique pour The Middle
- 20/20 Awards 2013 : meilleure actrice pour Sister Act
- People's Choice Awards 2013 : meilleure animatrice de talk-show pour The View - partagée avec Barbara Walters, Joy Behar, Elisabeth Hasselbeck et Sherri Shepherd
- Critics' Choice Television Awards 2014 : Meilleure actrice dans une mini-série ou un téléfilm pour A Day Late and a Dollar Short
- Daytime Emmy Awards 2014 : meilleure animatrice de talk-show pour The View - partagée avec Barbara Walters, Joy Behar, Elisabeth Hasselbeck et Sherri Shepherd.
- Online Film & Television Association Awards 2014 : meilleure actrice dans un téléfilm ou une mini-série pour A Day Late and a Dollar Short
- Primetime Emmy Awards 2014 : meilleur documentaire spécial pour Moms Mabley: I Got Somethin' to Tell You et meilleure narration pour Moms Mabley: I Got Somethin' to Tell You
- Women's Image Network Awards 2014 : meilleure actrice dans un téléfilm ou une mini-série pour Moms Mabley: I Got Somethin' to Tell You
- Black Reel Awards 2015 : meilleure actrice dans un téléfilm et meilleur téléfilm pour Moms Mabley: I Got Somethin' to Tell You - partagée avec Tom Leonardis, Jeffrey M. Hayes ET Bill Haber.
- Daytime Emmy Awards 2016 : meilleure animatrice de talk-show pour The View - partagée avec Joy Behar, Candace Cameron Bure, Paula Faris (en), Raven-Symoné, Nicolle Wallace (en), Rosie Perez et Michelle Collins
- Daytime Emmy Awards 2017 : meilleure animatrice de talk-show pour The View - partagée avec Joy Behar, Candace Cameron Bure, Paula Faris (en), Raven-Symoné, Nicolle Wallace (en), Rosie Perez et Michelle Collins
- Daytime Emmy Awards 2018 : meilleure animatrice de talk-show pour The View - partagée avec Joy Behar, Candace Cameron Bure, Paula Faris (en), Raven-Symoné, Nicolle Wallace (en), Rosie Perez et Michelle Collins
- Daytime Emmy Awards 2019 : meilleure animatrice de talk-show pour The View - partagée avec Joy Behar, Sunny Hostin, Meghan McCain, Abby Huntsman et Sara Haines
- Daytime Emmy Awards 2020 : meilleure animatrice de talk-show pour The View - partagée avec Joy Behar, Sunny Hostin, Meghan McCain, Abby Huntsman et Ana Navarro

## Voix francophones
En version française, Maïk Darah est la voix de Whoopi Goldberg dans la quasi-totalité de ses apparitions depuis le film La Pie voleuse sorti en 1987. L'ayant doublée dans près de soixante-dix œuvres en 2022, elle est notamment sa voix dans Beauté fatale, la franchise Star Trek, Ghost, Le Chemin de la liberté, Les Contes de la crypte, Sister Act, L'Associé, In and Out, Une vie volée, Whoopi, Les Couleurs du destin, Blue Bloods ou encore When We Rise.
Whoopi Goldberg est également doublée à trois reprises par Jacqueline Cohen dans Jumpin' Jack Flash, The Player et Sarafina ! ainsi qu'à deux reprises par Arlette Thomas dans La Couleur pourpre et The Celluloid Closet. Enfin, Thamilah Mesbah lui prête sa voix dans Clair de lune.
En version québécoise, elle est régulièrement doublée par Anne Caron qui est notamment sa voix dans 100 % américain, Rock n' Nonne 2 : De retour au couvent, Corrina, Corrina, Star Trek : Générations, Pas besoin des hommes, Eddie, L'associé, Richard au pays des livres magiques, Le Pot aux roses, Rudolph, le petit renne au nez rouge : Le film ou encore dans Au fil de l'amour. Elle est également doublée par Carole Chatel dans Course folle et par Claudine Chatel dans Le Héros de tout le monde.